# Flaga województwa podkarpackiego
Flaga województwa podkarpackiego – symbol województwa podkarpackiego. Flaga przedstawia płat w kształcie prostokąta o proporcjach 5:8 (stosunek szerokości do długości), jest trójdzielna w słup: po bokach węższe pola (1/5 długości każde) w kolorze niebieskim, pośrodku na szerszym polu (3/5) w kolorze białym znajduje się herb województwa podkarpackiego.